# Günter Biemer

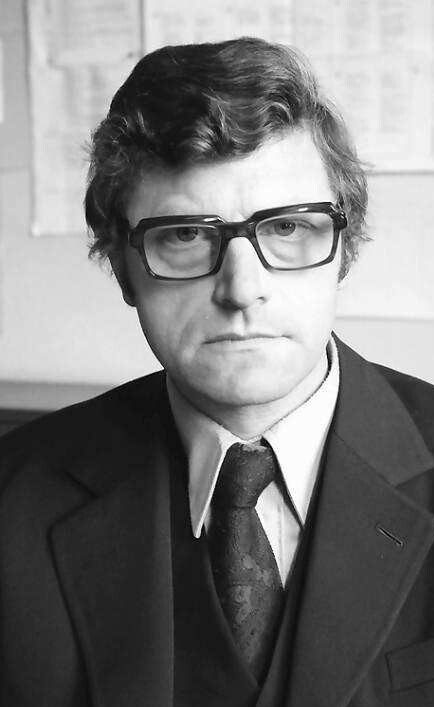
Günter Biemer (1975)

Günter Biemer (* 30. September 1929 in Mannheim; † 1. Juni 2019 in Staufen) war Gründer und Ehrenvorsitzender der Deutschen John-Henry-Newman-Gesellschaft. Er war emeritierter Professor für Religionspädagogik an der Universität Freiburg im Breisgau.
Nach dem Studium der Theologie in Freiburg im Breisgau, Birmingham (Oscott College) und Tübingen wurde er 1955 zum Priester geweiht. Nach seiner fundamentaltheologischen Promotion über Schrift und Tradition nach John Henry Newman (1959 in München bei Heinrich Fries) und seiner Habilitation (1967) hatte er von  1970 bis 1994 den Lehrstuhl für Religionspädagogik in Freiburg inne. Gastprofessuren in Pittsburgh (1964), Bristol (1982) und Philadelphia (1992); 1977–1982 Forschungsprojekt „Lernprozess Christen Juden“; Publikationen zur kirchlichen Jugendarbeit und zur Sakramentenkatechetik; Gründer und Ehrenvorsitzender der Internationalen Deutschen John Henry Newman-Gesellschaft und Président d'honneur de l'association française des amis de J. H. Newman.

## Veröffentlichungen
- Überlieferung und Offenbarung. Die Lehre von der Tradition nach John Henry Newman, Herder, Freiburg i.Br. 1961.
- Mit Hermann Pius Siller: Grundfragen der Praktischen Theologie, Grünewald-Verlag, Mainz 1971.
- Leben als Ringen um die Wahrheit, ein Newman-Lesebuch, hrsg. von Günter Biemer und Derek Holmes, Grünewald-Verlag, Mainz 1984.
- John Henry Newman (1801–1890) Leben und Werk. Grünewald Verlag, Mainz 1989.
- John Henry Newman: Gott – das Licht des Lebens: Gebete und Betrachtungen / Günter Biemer – Albert Raffelt (Hrsg.). Freiburg i.Br.: Universitätsbibliothek, 2003 (online).
- Die Wahrheit wird stärker sein. Das Leben und Werk Kardinal Newmans. 3., überarbeitete Auflage, Peter Lang, Frankfurt am Main 2009, ISBN 978-3-631-39099-3.
- als Herausgeber: Internationale Cardinal-Newman Studien (20 Bände).